# Ozef Kalda
Ozef Kalda, vlastním jménem Josef Kalda (4. srpna 1871, Nové Město na Moravě – 1. ledna 1921, Praha) byl český (moravský) spisovatel–povídkář a dramatik, představitel moravské nářeční literatury; je považován za autora textu Janáčkova Zápisníku zmizelého.

## Život
Narodil se v rodině evangelického faráře v Novém městě na Moravě Josefa Kaldy a jeho manželky Ludmily, rozené Skalákové. Otec se vzdal v roce 1885 církevní služby. Podle některých zdrojů odjel do Ameriky, kde brzy zemřel; podle jiných žil v Basileji a v Bavorsku.
Poté, co je otec opustil, odešla matka se třemi syny ke svému otci, evangelickému faráři v Borové, Janu Skalákovi. Josef Kalda později chodil do školy u strýce v Zádveřicích, od roku 1883 začal studovat v Praze na Akademickém gymnáziu, odkud po dvou letech přestoupil do Valašského Meziříčí. Na studia si musel přivydělávat kondicemi a pracemi u notáře.
Po maturitě a vojenské službě nastoupil na ředitelství Buštěhradské dráhy v Praze. Z trestu za fejeton v Časopise českého úřednictva železničního byl na tři roky přeložen na venkovskou stanici. Zde onemocněl a musel se léčit v Luhačovicích a Karlových Varech. Vypracoval se na tarifního odborníka a dosáhl hodnosti inspektora, u Buštěhradské dráhy byl zaměstnán až do smrti.
Poslední bydliště Josefa Kaldy bylo v žižkovské Grégrově ulici (nyní Slavíkova). Zemřel v Zemském ústavu pro choromyslné, pochován byl na Olšanských hřbitovech (hrob již není v databázi Správy pražských hřbitovů evidován).

### Rodinný život
Dne 29. srpna 1908 se Josef Kalda, tehdy revident Buštěhradské dráhy, oženil v Rakovníku s Marií Pulkrábkovou (1853–??). Manželství bylo bezdětné.

## Dílo

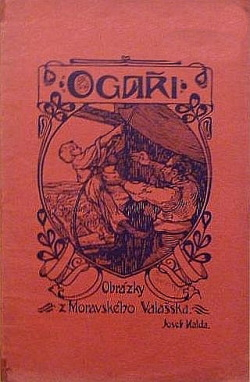
Obálka prvního vydání knihy Ogaři

Nejúspěšnějším dílem Josefa Kaldy jsou Ogaři, ve kterých vzpomíná na šťastné dětství na valašské vesnici.

### Knižní vydání
- Ogaři (veselé obrázky z moravského Valašska pro děti; Praha, J. Pelcl 1905; B. Kočí, Beaufort 1910; J. Hladký 1921; Kalich 1949)
- Jalovinky (pseudonym Ozef Kalda; Brno, A. Píša, 1911)
- Ogaři (dětská zpěvohra o dvou dějstvích, pseudonym Ozef Kalda, hudba Jaroslav Křička; Praha, Zátiší, B.M. Klika, 1919)	Zobrazení exemplářů s možností jejich objednání
- Na vlnách revoluce; Pemza (Komedie ve 3 dějstvích, pseudonym Ozef Kalda; V Praze-Karlíně, Zora, 1920)

### Zápisník zmizelého (Leoš Janáček)
14. a 25. května 1916 vydaly Lidové noviny soubor 22 básní ve valašském nářečí Z péra samoukova anonymního autora. Popisují příběh selského
synka, který se zamiluje do mladé cikánky, opustí rodinu a všechno jí obětuje.
 Básně zaujaly Leoše Janáčka, který je zhudebnil pod názvem Zápisník zmizelého, pod kterým je tento text nyní znám.
V roce 1998 vyšla publikace Jana Mikesky Tajemství P.S. aneb Odhalení autora textu Janáčkova Zápisníku zmizelého. V ní se dokládá, že autorem básní Z péra samoukova byl Josef Kalda.
Zápisník zmizelého vycházel knižně v letech 1928–2003 opakovaně jako dílo anonymního autora. U anglického překladu (Diary of one who vanished), vydaného v roce 2000 v New Yorku, je jako autor uveden Ozef Kalda.

### Operní libreto
Na libreto Ozefa Kaldy složil v roce 1918 Jaroslav Křička dětskou operu Ogaři.

### Divadlo
Divadelní komedii Pemza (vydanou pod názvem Na vlnách revoluce) uvedlo Divadlo na Vinohradech v roce 1919. Hra se odehrává v Indii, obsahuje však narážky na tehdejší situaci v Československu. Kritika hru přijala spíše vlídně, ale s výhradami.
Kalda je dále uváděn jako autor divadelních her Švercova láska a Sanatorium dr. Mejdy.